# Bozcaarmut, Göynük
Bozcaarmut là một xã thuộc huyện Göynük, tỉnh Bolu, Thổ Nhĩ Kỳ. Dân số thời điểm năm 2010 là 97 người.